# Espaço-tempo assintoticamente plano
Um espaço-tempo assintoticamente plano é um variedade Lorentziana na qual, grosseiramente falando, a curvatura desaparece a grandes distâncias de uma região, então a estas grandes distâncias, a geometria torna-se indistinguível da do espaço-tempo de Minkowski.
Embora essa noção faça sentido para qualquer variedade lorentziana, ela é mais frequentemente aplicada a um [espaço-tempo] como uma solução para as equações de campo de algumas teorias métricas da gravitação, particularmente da relatividade geral. Nesse caso, podemos dizer que um espaço-tempo assintoticamente plano é aquele em que o campo gravitacional, assim como qualquer matéria ou outros campos que possam estar presentes, se tornam desprezíveis em magnitude a grandes distâncias de alguma região. Em particular, em uma solução assintoticamente plana  solução de vácuo, o campo gravitacional (curvatura) se torna insignificante a grandes distâncias da fonte do campo (normalmente algum objeto maciço isolado, como uma estrela).